# Euphyia triphragma
Euphyia triphragma là một loài bướm đêm trong họ Geometridae.